# 26–29 Shore Street (Port Charlotte)

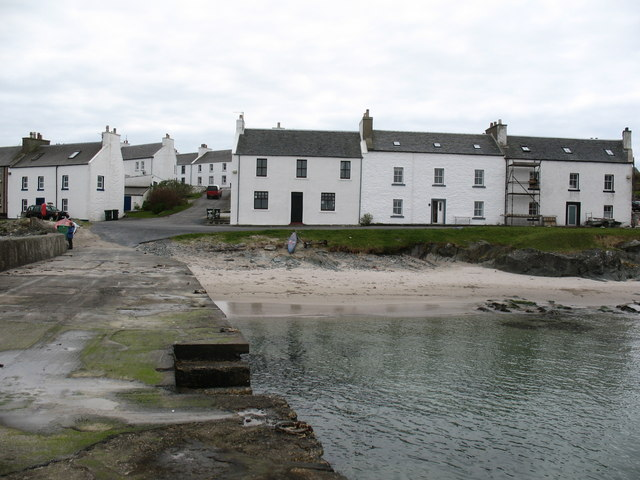
Port Charlotte vom Pier aus gesehen. Das Gebäude am linken Bildrand ist Shore Street Nr. 29.

Unter der Adresse 26–29 Shore Street sind in der schottischen Stadt Port Charlotte auf der Hebrideninsel Islay vier Wohngebäude zu finden. Die Häuser befinden sich an der Küstenstraße Shore Street im Stadtzentrum von Port Ellen nahe dem Fähranleger. 1971 wurden sie als Ensemble in die britischen Denkmallisten in der Kategorie B aufgenommen. Bevor der Eintrag im Jahre 2004 geändert wurde, waren sie unter den Hausnamen Macmillan (Nr. 26), Mackinnon (Nr. 27), Gillies (Nr. 28) und Sir Duncan Wilson (Nr. 29) eingetragen.

## Beschreibung
Der exakte Bauzeitpunkt der Gebäude ist nicht bekannt, sodass nur das 19. Jahrhundert als Zeitraum angegeben werden kann. Die in geschlossener Bauweise gebauten Wohnhäuser nehmen den Raum entlang der Shore Street südlich der Einmündung der Pier Road gegenüber dem Pier ein. An der gegenüberliegenden Straßenseite liegt die felsige Küste von Loch Indaal, an der Port Charlotte gelegen ist, sodass diese Seite unbebaut ist und die Gebäude von der Wasserseite aus frei sichtbar sind. Alle vier Gebäude wurden in traditioneller Bauweise auf einer länglichen Grundfläche errichtet. Die Häuser sind nicht baugleich, weisen jedoch trotzdem Gemeinsamkeiten auf. Die Eingänge sind mittig an der Vorderfront angebracht und sind symmetrisch von fünf Fenster umgeben. Eine Ausnahme bildet hierbei Haus Nr. 29, das als Eckhaus an der Pier Road gegenüber den restlichen Gebäuden verlängert ist, was die Aufhebung der Symmetrie zur Folge hat. Obschon die Häuser verschiedene Giebelhöhen aufweisen, sind die allesamt zweistöckig gebaut und schließen mit schiefergedeckten Satteldächern ab. Gemein ist ihnen hingegen, dass ihre Fassaden in der traditionellen Harling-Technik verputzt sind.